# خط ۲ متروی سئول
خط ۲ متروی سئول (کره‌ای: 서울 지하철 2호선) یکی از ۲۳ خط متروی سئول است.
این خط که در سال ۱۹۸۰ تأسیس شده دارای ۵۲ ایستگاه و ۶۰٫۲ کیلومتر طول است. خط ۲ متروی سئول که به صورت دایره طراحی و ساخته شده دومین خط متروی بزرگ دایره شکل و حلقه‌ای جهان پس از خط ۱۰ متروی پکن است.

## نگارخانه

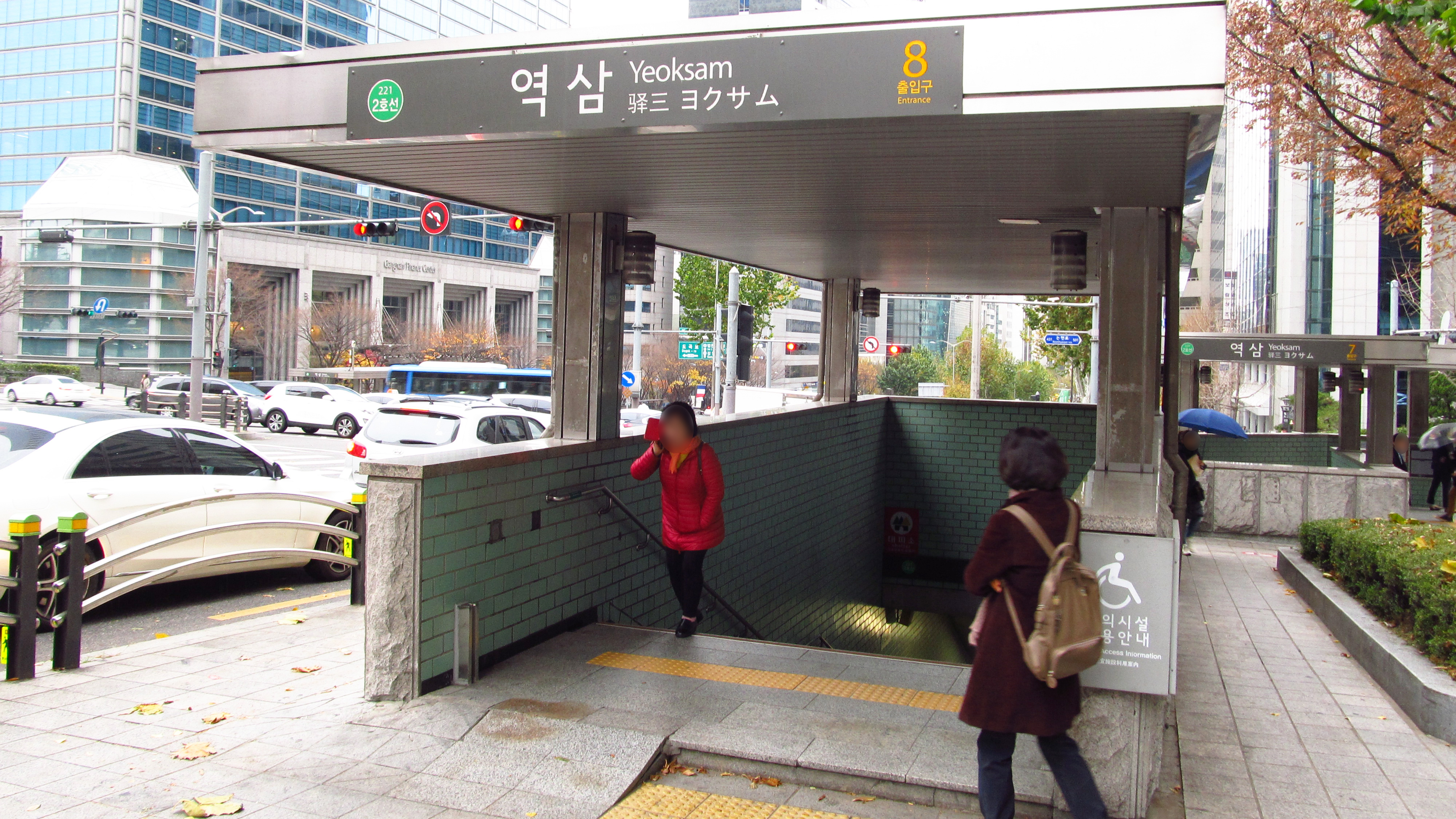
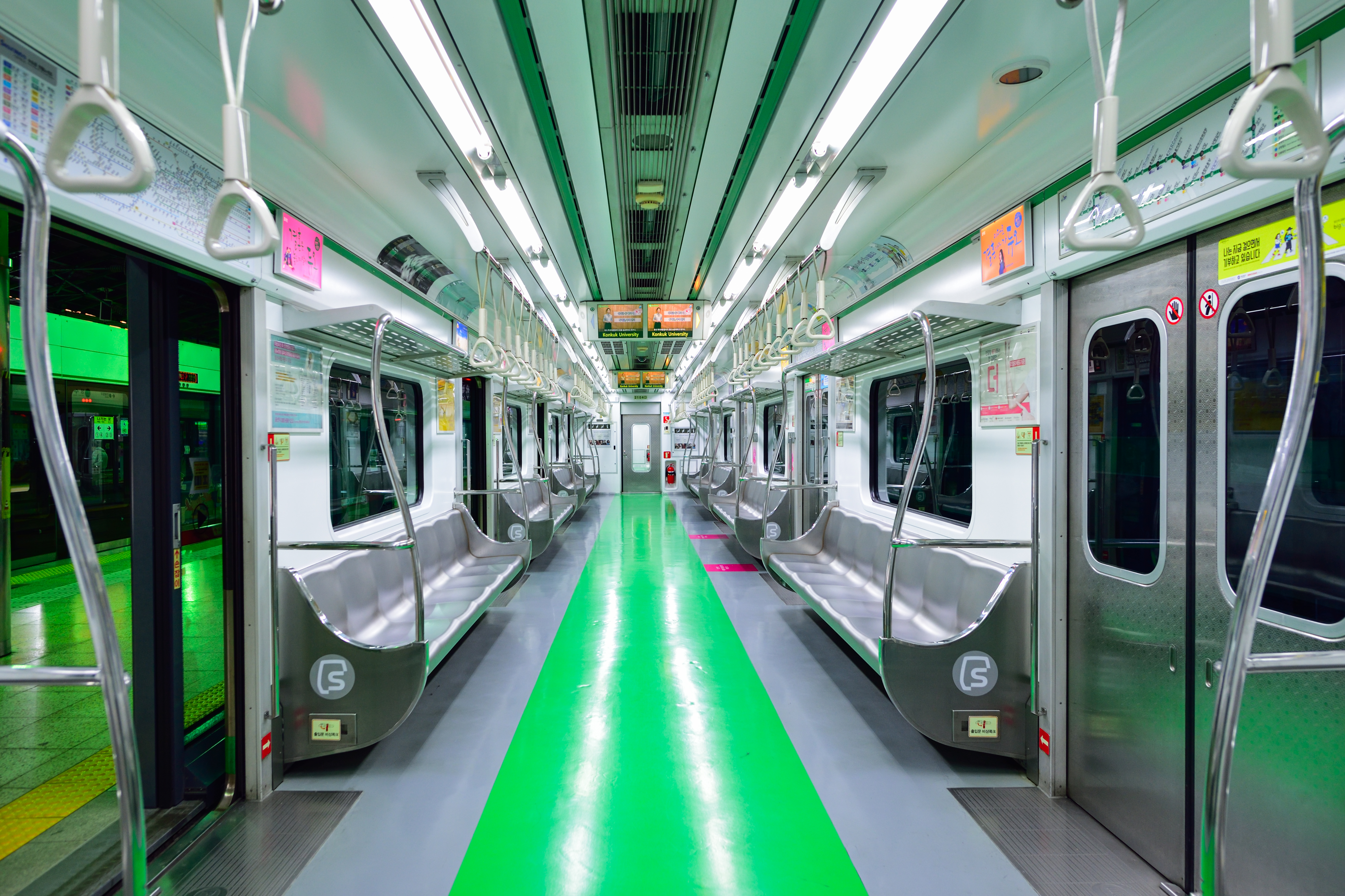
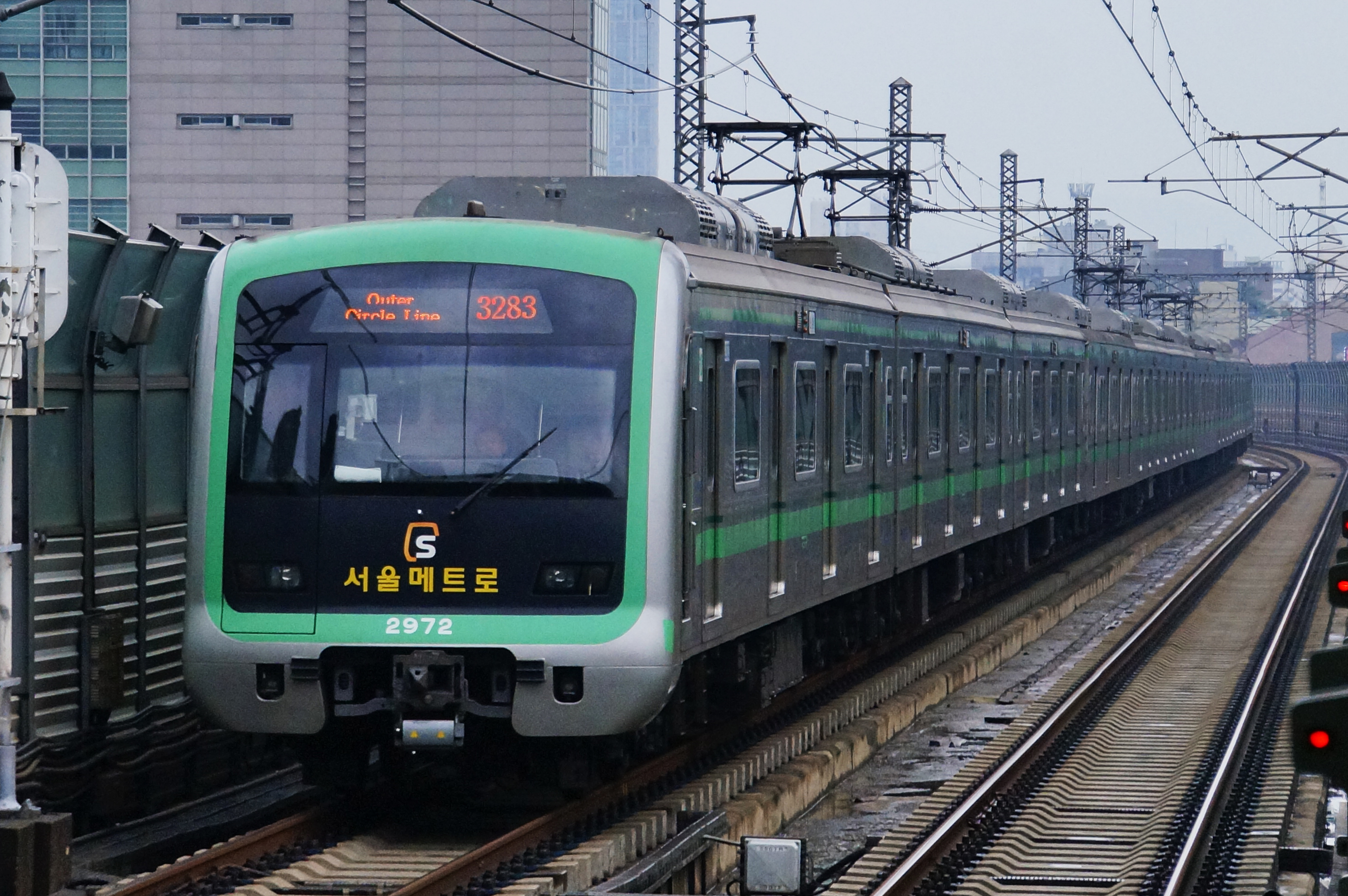
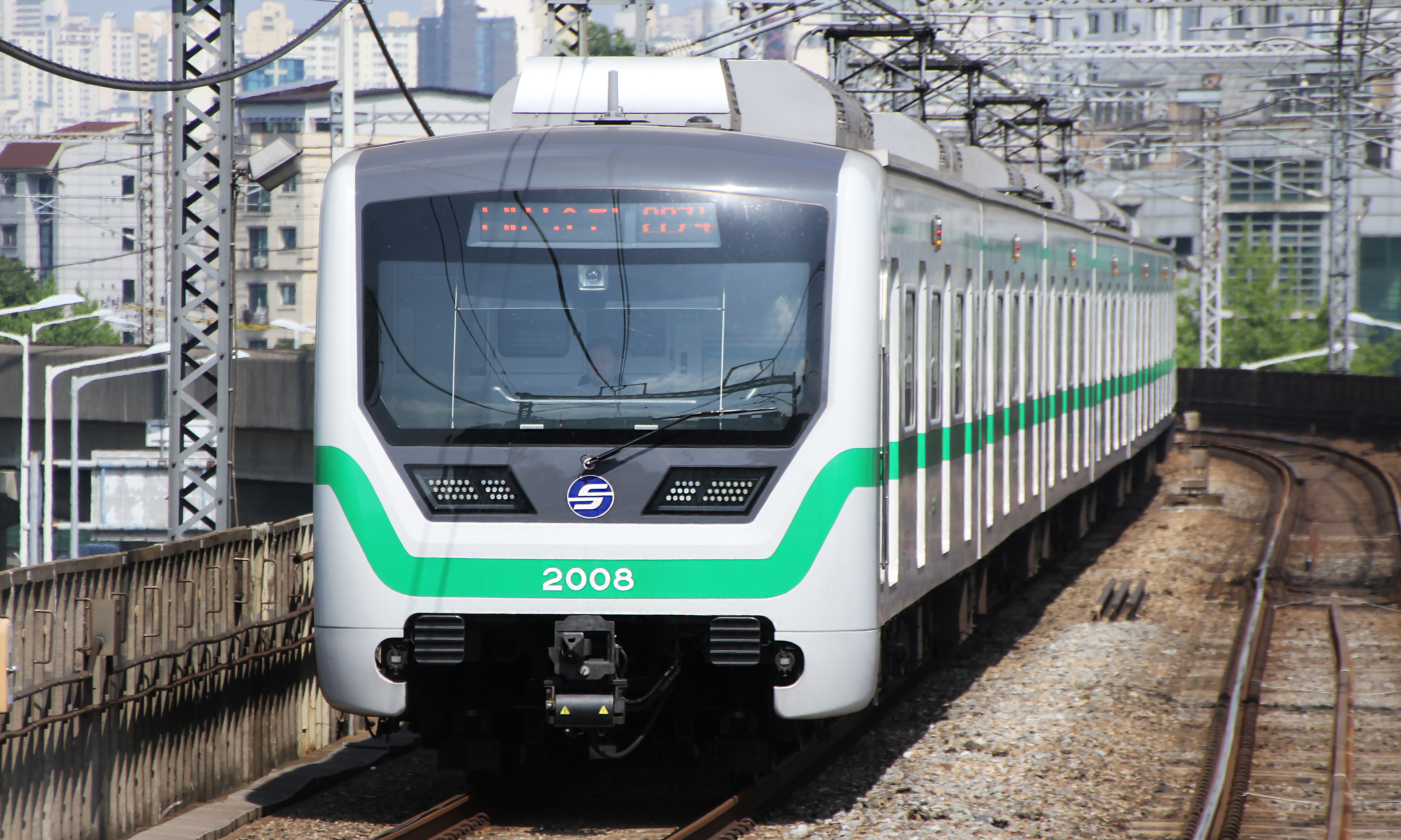